# Miho
Miho (jap. みほ, ミホ) – żeńskie imię japońskie.

## Możliwa pisownia
Miho można zapisać używając wielu różnych znaków kanji i może znaczyć m.in.:
- 美穂, „piękno, kłos zboża”
- 美保, „piękno, opieka”
- 未歩, „przyszłość (część wyrazu 未来), krok”
- 美帆, „piękno, żagiel”

## Znane osoby
- Miho Fujima (美穂), japońska aktorka
- Miho Hatori (美保), japońska wokalistka i autorka tekstów piosenek
- Miho Imano (美穂), japońska lekkoatletka, specjalizująca się w skoku o tyczce
- Miho Iwata, japońska artystka performer, choreograf i scenograf
- Miho Kanno (美穂), japońska aktorka filmowa i telewizyjna młodego pokolenia, wokalistka J-pop
- Miho Komatsu (未歩), japońska wokalistka J-popowa
- Miho Konishi (美帆), japońska aktorka
- Miho Morikawa (美穂), japońska piosenkarka i modelka
- Miho Nakayama (美穂), japońska aktorka, modelka, i była piosenkarka J-popowa
- Miho Nikaido (美穂), japońska aktorka
- Miho Ninagawa (みほ), japońska aktorka
- Miho Obana (美穂), japońska shōjo mangaka
- Miho Saeki (美穂), japońska tenisistka
- Miho Shiraishi (美帆), japońska aktorka
- Miho Takahashi (美帆), japońska siatkarka grająca na pozycji środkowej
- Miho Takagi (美帆), japońska panczenistka
- Miho Takagi (美保), japońska aktorka i eseistka
- Miho Takeda (美保), japońska pływaczka synchroniczna
- Miho Tanaka (美保), japońska badmintonistka
- Miho Watanabe (美保), japońska artystka J-popowa, aktorka i tancerka

## Fikcyjne postacie
- Miho Nosaka (ミホ), bohaterka z mangi i anime Yu-Gi-Oh!
- Miho Odagiri (美宝), bohaterka mangi Hot Gimmick
- Miho Maruyama (みほ), postać z mangi i anime Ojamajo Doremi
- Miho Mukai (ミホ), bohaterka anime Noein
- Miho Nishizumi (みほ), bohaterka anime i mangi Girls und Panzer
- Miho Shinohara (みほ), główna bohaterka mangi i anime Fancy Lala
- Miho Tōya (美穂), bohaterka komiksu internetowego MegaTokyo